# ابروزردک کاکل‌ساده
ابروزردک کاکل‌ساده (نام علمی: Elaenia cristata) نام یک گونه از سرده ابروزردک است.